# Petkovce
Petkovce é um município da Eslováquia, situado no distrito de Vranov nad Topľou, na região de Prešov. Tem 4,35 km² de área e sua população em 2018 foi estimada em 145 habitantes.

## Demografia
| Ano:        | 1994 | 2004   | 2014 | 2024   |
| ----------- | ---- | ------ | ---- | ------ |
| Broj ljudi: | 148  | 147    | 147  | 133    |
| Razlika:    |      | -0,67% | +0%  | -9,52% |

| Ano:               | 2023 | 2024   |
| ------------------ | ---- | ------ |
| Número de pessoas: | 135  | 133    |
| Diferença:         |      | -1,48% |